# 무릉군
무릉군(武陵郡)은 중국의 옛 군현제의 군이다.

## 전한
고제(高帝)가 고제 5년(기원전 202)에 검중군(黔中郡)의 이름을 무릉군으로 고쳐 설치하였다. 현대의 연구 결과에 따라 검중군의 실존이 의심되고 동정군의 존재가 확인되면서 무릉군은 동정군을 계승하는 군일 가능성이 제시되었다.
형주(荊州)에 속하였으며, 원시 2년(2년)의 인구조사에 따르면 호구 34,177호에 인구 185,758명이었다. 아래의 속현 목록은 《한서》지리지의 내용이다. 원연·수화 연간(기원전 8년)의 현황으로 여겨진다.
| 이름 | 한자 | 대략적 위치                          | 비고 |
| ---- | ---- | ------------------------------------ | --- |
| 삭   | 索   | 창더시 북동                          | 점수(漸水)가 동으로 원수(沅水)로 들어간다. |
| 잔릉 | 孱陵 | 징저우시 궁안현 서                   | |
| 임원 | 臨沅 | 창더시                               | |
| 원릉 | 沅陵 | 화이화시 위안링현 남                 | 옛 검중군의 치소다. |
| 담성 | 鐔城 | 화이화시 징저우먀오족둥족자치현?     | 강곡수(康谷水)가 남으로 바다로 들어간다. 옥산(玉山)에서 담수(潭水)가 나와 동으로 아림(阿林 - 울림郁林?)에서 욱수(郁水)로 들어가니, 두 군(무릉군·울림군)을 지나 720리를 간다.                                    |
| 무양 | 無陽 | 화이화시 즈장둥족자치현?             | 천수(天水)가 고저란(古且蘭)에서 (갈려?)나와 남으로 원수에 들어가니 890리(190리?)를 간다. |
| 천릉 | 遷陵 | 샹시투자족먀오족자치주 바오징현 북동 | |
| 진양 | 辰陽 | 화이화시 천시현 남서                 | 삼산곡(三山谷)에서 진수(辰水)가 나와 원수로 들어가니 750리를 간다. 《원화지》에선 삼산곡의 별명이 진산(辰山)이라 한다.                                                                                          |
| 유양 | 酉陽 | 샹시투자족먀오족자치주 융순현        | |
| 의릉 | 義陵 | 화이화시 쉬푸현 남                   | 군의 치소다. 부량산(鄜梁山)에서 서수(序水)가 나와 서로 원수로 들어간다. |
| 항산 | 佷山 | 이창시 창양투자족자치현              | 약초(葯草)가 나는 곳이었다. |
| 영양 | 零陽 | 장자제시 츠리현                      | 영수(零水)가 흘러나오는 곳이었다. |
| 충   | 充   | 장자제시 쌍즈현                      | 유원산(酉原山)에서 유수(酉水)가 나와 남으로 원릉에 이르러 원수로 들어가니 1200리를 간다. 역산(歷山)에서 풍수(灃水)가 나와 동으로 하전(下隽)에 이르러 원수로 들어가니 두 군(무릉군·장사군)을 지나 1200리를 간다. |

## 신
왕망(王莽) 때는 건평(建平)이라 하였으며, 다음 현의 이름을 고쳤다.
| 전한       | 신         |
| ---------- | ---------- |
| 천릉(孱陵) | 천륙(孱陸) |
| 원릉(沅陵) | 원륙(沅陸) |
| 천릉(遷陵) | 천륙(遷陸) |
| 의릉(義陵) | 건평(建平) |

## 후한
후한시기 12개현 46,672호 250,913명의 주민들을 거느렸다. 본군에 살았던 토착 비한족계 민족들은 무릉만(武陵蠻)이라 불렸는데, 왕망의 신나라건국이후 혼란기를 틈타 한나라를 상대로 반란을 일으키기 시작했다. 이후 무릉만은 수차례 한조정을 상대로 반란을 일으켰고 독자적인 세력권을 차지했다.
| 현명   | 한자   | 대략적 위치                           | 비고 |
| ------ | ------ | ------------------------------------- | --- |
| 임원현 | 臨沅縣 | 창더 시                               | 47년(후한 광무제 건무 23년)반란을 일으켜 인근 군현을 약탈한 무릉만 정부 상단정이 48년(후한 광무제 건무 24년), 임원현을 침공했다. 조정에서 이숭, 중산태수 마성, 중랑장 유광, 마무, 손영등을 보내 상단정을 공격했지만 패배했다. 상단정의 반란은 복파장군 마원이 파견되면서 종결되었고 이후 종균(宗均)이 이사(吏司)를 파견해 남만을 평정했다. |
| 한수현 | 漢壽縣 | 창더 시 북동                          | 134년(후한 순제 양가 3년) 삭현(索縣)에서 한수현으로 개명되었다. |
| 잔릉현 | 孱陵縣 | 징저우 시 궁안 현 서                  | 78년(장제 건초 3년), 누중만(漊中蠻) 담아건(覃兒健)이 반란을 일으켜 영양, 작당, 잔릉의 경계지역을 파괴했다. |
| 영양현 | 零陽縣 | 장자제 시 츠리 현 동북                | 78년(장제 건초 3년), 누중만(漊中蠻) 담아건(覃兒健)이 반란을 일으켜 영양, 작당, 잔릉의 경계지역을 파괴했다. 형주 7군, 여남군, 영천군 형도(刑徒), 이사 5천을 징발해서 결성된 진압군은 영양에서 누중만을 방어했다. 진압군은 80년 담아건의 항복을 인정하지 않고 굉하(宏下)까지 추격하여 반란군을 격파, 담아건을 참수했다. |
| 충현   | 充縣   | 장자제 시 쌍즈 현                     | 115년(후한 안제 원초 2년), 예중만(澧中蠻)이 군현의 요역, 조세가 공평성을 잃었다는 것을 명분으로 충현의 여러 종족의 토착민 2천을 모아 반란을 일으켰다. 주군에선 오리만, 육정(六亭)의 병사들을 모집해 추격하여 격파했다. 136년(후한 순제 영화 원년), 예중만과 누중만이 징수한 조세문제를 이유로 부족 구성원의 전체가 반란을 일으켰는데, 137년(후한 순제 영화 2년) 봄 2만의 반란군이 충현 성을 포위했다. 이 반란은 무릉태수 이진이 수백명을 참수하면서 항복했다. 이후 청백리를 선발하면서 민심을 안정시켰다. |
| 누중현 | 漊中縣 | 장자제 시 츠리 현 서                  | 78년 누중만(漊中蠻) 담아건(覃兒健)이 반란을 일으켰다. 누중만은 92년(후한 화제 영원 4년) 예중만과 함께 반란을 일으켜 우정(郵亭)을 파괴하고 공무원, 주민들을 살해하고 약탈했으나 지방관군에 의해 진압되었다. 이후 116년 가을 예중만과 함께 4천이 반란을 일으켰다. |
| 원릉현 | 沅陵縣 | 화이화 시 위안링 현 남                | |
| 진양현 | 辰陽縣 | 화이화 시 천시 현 남서                | |
| 유양현 | 酉陽縣 | 샹시투자족먀오족자치주 융순 현        | |
| 천릉현 | 遷陵縣 | 샹시투자족먀오족자치주 바오징 현 북동 | |
| 심성현 | 鐔城縣 | 화이화 시 징저우먀오족둥족자치현?     | |
| 원남현 | 沅南縣 | 창더 시 남                            | 50년(후한 광무제 건무 26년) 신설되었다. |
| 작당현 | 作唐縣 | 창더 시 안샹 현 북                    | 78년(장제 건초 3년), 누중만(漊中蠻) 담아건(覃兒健)이 반란을 일으켜 영양, 작당, 잔릉의 경계지역을 파괴했다. 이후 남군으로 이관되었다. |

## 손오, 서진
263년(손휴 영안 6년) 영양현, 충현, 누중현이 천문군으로 분리되어 군역이 축소되었다. 10현 14,000호를 거느렸다.
| 현명   | 한자명 | 대략적 위치                                   | 비고                                                           |
| ------ | ------ | --------------------------------------------- | -------------------------------------------------------------- |
| 임원현 | 臨沅縣 | 변화없음                                      |                                                                |
| 용양현 | 龍陽縣 | 창더 시 한서우 현                             |                                                                |
| 한수현 | 漢壽縣 | 변화없음                                      | 오나라가 건국해서 멸망할 때까지 오수현(吳壽縣)으로 개명되었다. |
| 원릉현 | 沅陵縣 | 변화없음                                      |                                                                |
| 겸양현 | 黚陽縣 | 샹시 투자족 먀오족 자치주 룽산 현 서남        |                                                                |
| 유양현 | 酉陽縣 | 변화없음                                      |                                                                |
| 심성현 | 鐔城縣 | 변화없음                                      |                                                                |
| 원남현 | 沅南縣 | 변화없음                                      |                                                                |
| 천릉현 | 遷陵縣 | 변화없음                                      |                                                                |
| 무양현 | 舞陽縣 | 샹시 투자족 먀오족 자치주 즈장 둥족 자치현 동 |                                                                |

## 남조
유송대엔 10현 5,090호 37,555명을 거느렸다. 남제시기에도 영현은 변하지 않았다.
| 현명   | 한자명 | 직위       |
| ------ | ------ | ---------- |
| 임원현 | 臨沅縣 | 남상(男相) |
| 용양현 | 龍陽縣 | 후상(候相) |
| 한수현 | 漢壽縣 | 백상(伯相) |
| 원남현 | 沅南縣 | 현령(縣令) |
| 천릉현 | 遷陵縣 | 후상(候相) |
| 진양현 | 辰陽縣 | 남상(男相) |
| 무양현 | 舞陽縣 | 현령(縣令) |
| 유양현 | 酉陽縣 | 현장(縣長) |
| 겸양현 | 黚陽縣 | 현장(縣長) |
| 원릉현 | 沅陵縣 | 현령(縣令) |

## 수당
589년(수 문제 개황 9년), 원릉현을 비롯한 군의 서부지역이 원릉군으로 분리되면서 군역이 창더 시 이남일대로 축소되었다. 진을 멸망시킨 뒤 낭주(郎州)가 설치되었다가 이름이 원주(沅州)로 바뀌었다. 2현 3,416호를 거느렸다.
수나라멸망이후 소선(蕭銑)이란 이름의 군벌이 차지했다. 621년(당 고조 무덕 4년), 소선을 격파한 뒤 낭주(朗州)를 설치했다. 742년(당 현종 천보 원년), 당나라가 주현제가 아닌 군현제를 실시할 때 무릉군으로 칭했으며, 천보연간에 강남서도에서 산남동도로 소속이 바뀌었다. 758년(당 현종 건원 원년)낭주로 복귀되었다. 당초에는 2현 2,149호 10,913명이, 천보연간에는 9,306호 43,716명을 거느렸다.
| 현명   | 한자   | 대략적 위치       | 비고                                                                                           |
| ------ | ------ | ----------------- | ---------------------------------------------------------------------------------------------- |
| 무릉현 | 武陵縣 | 창더 시           | 임원현, 원남현, 한수현을 통팝해 무릉현을 만들었다. 망이산(望夷山), 용산(龍山)이 현내에 있었다. |
| 용양현 | 龍陽縣 | 창더 시 한서우 현 | 현경내에 백사호(白查湖)가 있었다.                                                              |

## 같이 보기
- 무릉도원